# Rogersville (Nouveau-Brunswick)
Pour les articles homonymes, voir Rogersville.
Rogersville est un ancien village du Nouveau-Brunswick, au Canada. Il fait partie du village de Nouvelle-Arcadie depuis la réforme de la gouvernance locale du 1er janvier 2023. Son territoire chevauche le comté de Northumberland et le comté de Kent mais est inclus uniquement dans le premier à des fins administratives et de recensement.
Rogersville est l'un des villages fondés par le clergé pour contrer l'exode des Acadiens au tournant du XXe siècle. L'agriculture est importante dans l'économie locale. Rogersville est un centre de service pour plusieurs villages et compte notamment une gare. Le village abrite également le Monument Notre-Dame-de-l'Assomption ainsi qu'une église et deux communautés religieuses.

## Toponyme
La ville fut nommée ainsi vers 1881 en l'honneur de l'évêque catholique James Rogers (1826-1903). Rogersville porta auparavant le nom de Carleton Station.

## Géographie

### Situation
Rogersville est situé à 30 kilomètres à vol d'oiseau au sud de Miramichi, dans le Kent. Le village a une superficie de 7,23 km2.
Le village est situé sur un plateau, au bord de la rivière Barnaby, un affluent de la rivière Miramichi. Le relief dans la région de Rogersville est légèrement accidenté, avec la vallée de la rivière et la crête de Shédiac au nord-est, la crête Young au nord et la crête Pleasant à l'ouest. Rogersville est le centre d'une petite région agricole mais à l'ouest du village se trouve la Grande Forêt du Nouveau-Brunswick.
Rogersville est généralement considérée comme faisant partie de l'Acadie.

### Géologie
Le sous-sol de Rogersville est composé principalement de roches sédimentaires du groupe de Pictou datant du Pennsylvanien (entre 300 et 311 millions d'années).

### Logement
Le village comptait 555 logements privés en 2006, dont 530 occupés par des résidents habituels. Parmi ces logements, 65,1 % sont individuels, 1,9 % sont jumelés, 1,9 % sont en rangée, 1,9 % sont des appartements ou duplex et 26,4 % sont des immeubles de moins de cinq étages. Enfin, 2,8 % des logements entrent dans la catégorie « autres », tels que les maisons-mobiles. 62,3 % des logements sont possédés alors que 37,7 % sont loués. 68,9 % ont été construits avant 1986 et 16,0 % ont besoin de réparations majeures. Les logements comptent en moyenne 5,6 pièces et 0,0 % des logements comptent plus d'une personne habitant par pièce. Les logements possédés ont une valeur moyenne de 75 495 $, comparativement à 119 549 $ pour la province.

## Histoire

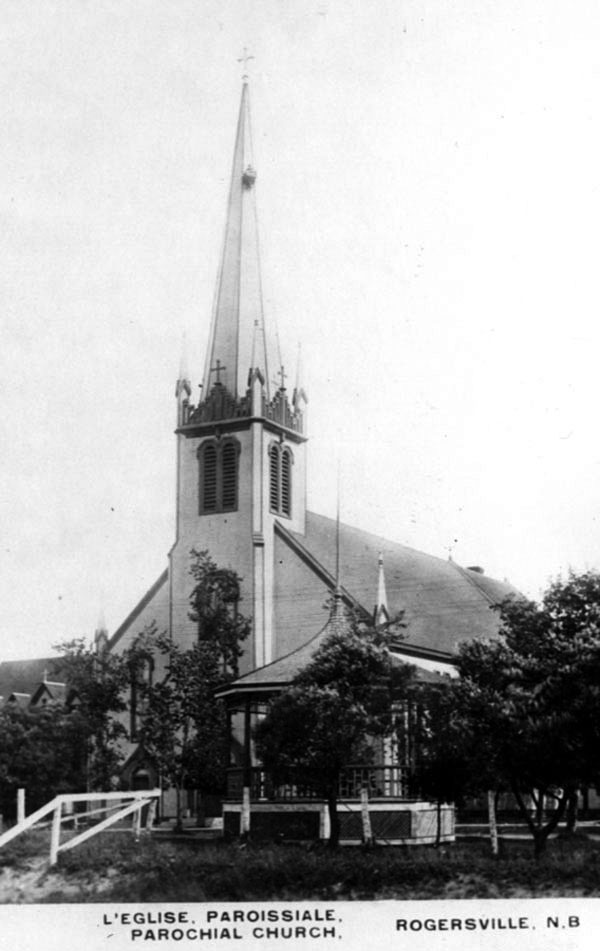
L'église Saint-François-de-Sales vers 1930.

Rogersville est situé dans le territoire historique des Micmacs, plus précisément dans le district de Sigenigteoag, qui comprend l'actuel côte Est du Nouveau-Brunswick, jusqu'à la baie de Fundy.
En 1825, le territoire est touché par les Grands feux de la Miramichi, qui dévastent entre 10 000 km2 et 20 000 km2 dans le centre et le nord-est de la province et tuent en tout plus de 280 personnes,.
Au tournant du XXe siècle, de nombreux Acadiens émigrent vers les États-Unis, alors que les terres deviennent de plus en plus rares dans les villages anciens. Le clergé favorise alors la fondation de nouveaux villages, en souhaitant aussi réduire la dépendance des pêcheurs envers les marchands anglo-protestants; c'est ainsi qu'est fondé Rogersville. Les récoltes de 1884 et 1885 sont catastrophiques et Marcel-François Richard s'endette pour sauver Rogersville et Acadieville de la ruine.
La Caisse populaire de Rogersville est fondée en 1939 et rejoint la Caisse populaire Kent-Centre en 2001, qui avait elle-même été formée de la fusion des caisses de Richibouctou-Village et de Richibouctou en 2000. L'école W.-F.-Boisvert est inaugurée en 1970. L'école secondaire Assomption ouvre ses portes en 1987. Le magasin de la Société des alcools du Nouveau-Brunswick ferme ses portes en 1997 pour être remplacé par une franchise.
Rogersville est constitué en municipalité le 9 novembre 1966.
Un centre d'appel de l'entreprise Thing5 est ouvert en 2005, grâce notamment à une aide de la municipalité. L'édifice abritant l'hôtel de ville, le poste de la GRC et la caserne de pompiers est détruit dans un incendie le 9 janvier 2012. Le centre d'appel ferme ses portes en février de la même année, faisant perdre 15 emplois.

## Démographie
(juillet 2016).
Il y avait 1 165 habitants en 2006, soit une baisse de 5,4 % en 10 ans, répartis en 530 ménages. L'âge médian est de 50,2 ans, comparativement à 41,5 pour la province. 88,0 % de la population est âgée de plus de 15 ans, comparativement à 83,8 % pour la province. Les femmes représentent 55,4 % de la population, comparativement à 51,3 % pour la province. Chez les plus de 15 ans, 26,3 % sont célibataires, 48,8 % sont mariés, 3,4 % sont séparés, 6,3 % sont divorcés et 14,1 % sont veufs,.
| 2001  | 2006  | 2011  | 2016  |
| ----- | ----- | ----- | ----- |
| 1 248 | 1 165 | 1 170 | 1 166 |

Les autochtones représentent 1,3 % de la population et aucun habitant ne fait partie d'une minorité visible. Les immigrants représentent 1,3 % de la population, 0,9 % des habitants ne sont pas citoyens du Canada et 96,4 % sont issus de familles établies au Canada depuis trois générations ou plus.
La langue maternelle est le français chez 91,5 % des habitants, l'anglais chez 4,5 %, les deux langues officielles chez 0,9 % et 3,1 % sont allophones. 74,9 % de la population peut communiquer dans les deux langues officielles, 22,0 % sont unilingues francophones, 2,7 % sont unilingues anglophones et 0,9 % des gens ne connaissent aucune langue officielle. Le français est parlé à la maison par 91,9 % des gens, l'anglais par 3,6 %, les deux langues par 2,2 % et une langue non officielle par 2,2 %. Le français est la langue de travail de 65,5 % des employés, l'anglais de 25,5 % et 9,0 % des employés utilisent les deux langues.
| Évolution des langues maternelles (en %) | Légende                                                         |
| ---------------------------------------- | --------------------------------------------------------------- |
|                                          | - Français - Anglais - Anglais et français - Autre(s) langue(s) |
| Sources,:                                |                                                                 |

25,1 % des habitants âgés de plus de 15 ans possèdent un certificat, diplôme ou grade post-secondaire, comparativement à 44,6 % pour la province.

## Économie
Entreprise Kent, membre du Réseau Entreprise, a la responsabilité du développement économique.

## Administration
(juillet 2016).

### Conseil municipal
Le conseil municipal est formé d'un maire de quatre conseillers généraux.
Trois membres du conseil sont élus par acclamation le 12 mai 2008. Une élection partielle est organisée le 23 juin 2008 pour choisir les autres membres, ou Yvon Bourque et Mathieu Gilles Goguen l'emportent par acclamation. Le maire Bertrand Leblanc démissionne ensuite pour présenter sa candidature à l'élection générale néo-brunswickoise de 2010. La nouvelle mairesse, Pierette Robichaud, est élue par acclamation lors d'une élection partielle tenue le 9 mai 2011. Le conseil municipal actuel est élu lors de l'élection quadriennale du 14 mai 2012.
Conseil municipal actuel
| Mandat      | Fonctions            | Nom(s)                                                               |
| ----------- | -------------------- | -------------------------------------------------------------------- |
| 2012 - 2016 | Mairesse             | Pierrette Robichaud                                                  |
| 2012 - 2016 | Conseillers généraux | Noella Babineau, Jocelyne M. Bourque, Yvon Bourque, Roger L. Richard |

Ancien conseil municipal
| Mandat      | Fonctions   | Nom(s)                                                                        |
| ----------- | ----------- | ----------------------------------------------------------------------------- |
| 2008 - 2012 | Mairesse    | Pierrette Robichaud                                                           |
| 2008 - 2012 | Conseillers | Jocelyne M. Bourque, Roger L. Richard, Yvon Bourque et Mathieu Gilles Goguen. |

| Période                                  | Période  | Identité                       | Étiquette | Qualité |
| ---------------------------------------- | -------- | ------------------------------ | --------- | ------- |
| 196?                                     | 197?     | Yvon Gallant                   |           |         |
| 1974                                     | 198?     | Guillaume (William) Robichaud, |           |         |
|                                          | 2001     | Gilbert Perreault              |           |         |
| 2001                                     | 2004     | Stella Haché                   |           |         |
| 2004                                     | 2010     | Bertrand LeBlanc               |           |         |
| 2011                                     | en cours | Pierrette Robichaud            |           |         |
| Les données manquantes sont à compléter. |          |                                |           |         |

### Commission de services régionaux
Rogersville fait partie de la Région 6, une commission de services régionaux (CSR) devant commencer officiellement ses activités le 1er janvier 2013. Rogersville est représenté au conseil par son maire. Les services obligatoirement offerts par les CSR sont l'aménagement régional, la gestion des déchets solides, la planification des mesures d'urgence ainsi que la collaboration en matière de services de police, la planification et le partage des coûts des infrastructures régionales de sport, de loisirs et de culture; d'autres services pourraient s'ajouter à cette liste.

### Représentation et tendances politiques
Rogersville est membre de l'Association francophone des municipalités du Nouveau-Brunswick.
 Nouveau-Brunswick: Rogersville fait partie de la circonscription provinciale de Rogersville-Kouchibouguac, qui est représentée à l'Assemblée législative du Nouveau-Brunswick par Bertrand LeBlanc, du Parti libéral. Il fut élu en 2010.
 Canada: Rogersville fait partie de la circonscription électorale fédérale de Miramichi, qui est représentée à la Chambre des communes du Canada par Tilly O'Neill-Gordon, du Parti conservateur. Elle fut élue lors de la 40e élection fédérale, en 2008.

## Vivre à Rogersville
Rogersville possède maintenant qu'une seul écoles publique francophone faisant partie du district francophone sud. L'école étoile de l'acadie pour élèves de la maternelle a la 12ieme année.
La gare de Rogersville est desservie par le train Montréal-Halifax de Via Rail Canada.
Rogersville possède un centre de santé, un poste d'Ambulance Nouveau-Brunswick, un bureau de poste, une caserne de pompiers et un foyer de soins agréés, le foyer Assomption.
Le village possède un poste de la Gendarmerie royale du Canada. Il dépend du district 5, dont le bureau principal est situé à Richibouctou.

### Médias
L'Écho de Rogersville, publié par Cédici à Bas-Caraquet, est distribué mensuellement par la poste. Il est commandité par la municipalité et a un tirage de 800 exemplaires gratuits. Le quotidien francophone est L'Acadie nouvelle, publié à Caraquet, et le quotidien anglophone est Telegraph-Journal, publié à Saint-Jean.

### Religion

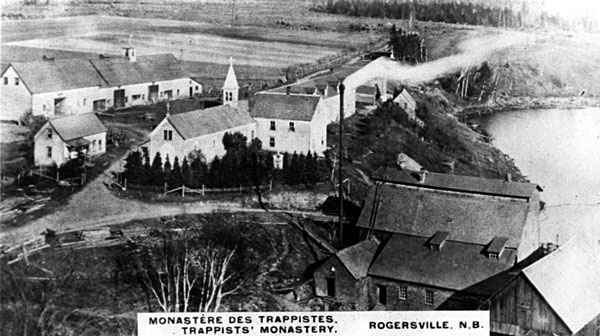
Le monastère trappiste vers 1920.

L'église Saint-François-de-Sales est une église catholique romaine faisant partie de l'archidiocèse de Moncton.
Une communauté de neuf moines vit à l'abbaye Notre-Dame-du-Calvaire. Les trappistines de Rogersville demeurent à l'abbaye Notre-Dame de l'Assomption.

## Culture

### Langues
Selon la Loi sur les langues officielles, Rogersville est officiellement francophone puisque moins de 20 % de la population parle l'anglais.

### Personnalités
- Huguette Bourgeois (1949- ), poétesse, née à Rogersville ;
- William Gallant, homme politique, né à Rogersville ;
- François Lavoie (1874-19??), homme politique né à Rogersville ;
- Lisa LeBlanc, auteure-compositrice-interprète, lauréate 2010 du Festival de la chanson de Granby ;
- Marcel-François Richard (1847-1915), prêtre et éducateur, mort à Rogersville ;
- Flora Thibodeau (20 mars 1901 - Miramichi, 22 janvier 2014), doyenne de l'Acadie et canadienne la plus âgée ;
- Kevin Arseneau, paysan et homme politique.

### Architecture et monuments
Le Monument Notre-Dame-de-l'Assomption organise des célébrations à l'occasion de la fête de l'Assomption le 15 août.
En 1997, Rogersville reçoit 3 fleurs sur 5 à la compétition Collectivités en fleurs.
Les reliques de saint Théophile, saint catholique mort en 303, sont contenues au monastère des trappistines.

### Recensement
Les données suivantes sont issues du recensement statistique du Canada de 2006.
1. ↑  Population
2. ↑  Familles et ménages
3. ↑  Peuples autochtone
4. ↑  Minorité visible
5. ↑  Immigration et citoyenneté
6. ↑  Langue
7. ↑  Langue de travail
8. ↑  Scolarité

### Sources
1. ↑  « Division de recensement (DR) : définition détaillée », sur Statistique Canada, 8 février 2012 (consulté le 1er mars 2012).
2. ↑  Rayburn 1975, p. 234
3. ↑  Murielle K. Roy et Jean Daigle (dir.), Démographie et démolinguistique en Acadie, 1871-1991, L'Acadie des Maritimes, Moncton, Centre d'études acadiennes, Université de Moncton, 1993, 908 p. (ISBN 2-921166-06-2), p. 141.
4. ↑  (en) [PDF] Ministère des Ressources naturelles et de l'énergie du Nouveau-Brunswick, « Bedrock Geology of New Brunswick », 2000 (consulté le 19 juin 2009).
5. ↑  « Profils des communautés de 2006 - Rogersville - Familles et ménages », sur Statistique Canada (consulté le 26 octobre 2009).
6. ↑  (en) Philip K. Bock et William C. Sturtevant (dir.), Handbook of North American Indians, vol. 13, t. 1, Government Printing Office, 1978, 777 p., p. 109-110
7. ↑  (en) J. Clarence Webster, Historical Guide to New Brunswick, Fredericton, New Brunswick Government Bureau of Information and Tourist Travel, 1942, 119 p., p. 61-62.
8. ↑  (en)« Great Miramichi Fire », sur gnb.ca (consulté le 29 août 2012).
9. ↑  Nicolas Landry et Nicole Lang, Histoire de l'Acadie, Québec, Éditions du Septentrion, 2001, p. 198-199.
10. ↑  « Histoire », sur Acadieville (consulté le 24 avril 2014).
11. ↑  « Caisse populaire Kent-Centre », sur Caisses populaires acadiennes (consulté le 1er janvier 2010).
12. 1 2  [PDF] « Francophone Sud », sur Ministère de l'Éducation du Nouveau-Brunswick (consulté le 2 novembre 2012).
13. ↑  « L'Acadie nouvelle rapportait... », L'Acadie nouvelle,‎ 22 janvier 2007, p. 23
14. 1 2 3  « Élections quadriennales municipales, le 14 mai 2012, Rapport du directeur général des élections municipales » [archive du 25 décembre 2013], sur Élections N.-B. (consulté le 24 décembre 2013).
15. 1 2  Radio-Canada, « Un autre centre d'appels ferme au Nouveau-Brunswick », Radio-Canada Nouvelles,‎ 9 février 2012 (lire en ligne)
16. ↑  Radio-Canada, « Un incendie emporte l'édifice municipal de Rogersville », Radio-Canada Nouvelles,‎ 9 janvier 2012 (lire en ligne)
17. ↑  « Statistique Canada - Profils des communautés de 2016 -  Rogersville » (consulté le 21 avril 2020).
18. ↑  « Statistique Canada - Profils des communautés de 2006 -  Rogersville » (consulté le 4 mai 2020).
19. ↑  « Profils des communautés de 1996 - Rogersville - Population page 1 », sur Statistique Canada (consulté le 9 novembre 2011).
20. ↑  « Profils des communautés de 2001 - Rogersville - Population », sur Statistique Canada (consulté le 14 novembre 2011).
21. ↑  « Profils des communautés de 2006 - Rogersville - Langue », sur Statistique Canada (consulté le 14 novembre 2011).
22. ↑  « Carte », sur Entreprise Kent (consulté le 8 novembre 2012).
23. 1 2  « Événements électoraux locaux de 2008 », sur Élections N.-B. (consulté le 15 octobre 2011).
24. ↑  « Les résultats non officiels des élections partielles municipales - 9 mai 2011 » [archive du 16 juillet 2012], sur Élections N.-B. (consulté le 12 octobre 2011).
25. ↑  « Les résultats des élections municipales », L'Évangéline,‎ 10 juin 1969, p. 2 (lire en ligne)
26. ↑  « Résultats des élections municipales et scolaires dans les régions francophones », L'Évangéline,‎ 11 juin 1974, p. 3 (lire en ligne)
27. ↑  « Résultats des élections municipales », L'Évangéline,‎ 10 mai 1977, p. 16 (lire en ligne)
28. ↑  « Résultats des élections municipales », L'Évangéline,‎ 13 mai 1980, p. 16 (lire en ligne)
29. ↑  « Les communautés dans chacune des 12 Commissions de services régionaux (CSR) », sur Gouvernement du Nouveau-Brunswick (consulté le 9 novembre 2012).
30. ↑  « Conseils d'administration des commissions de services régionaux annoncés », sur Gouvernement du Nouveau-Brunswick (consulté le 1er novembre 2012).
31. ↑  « Gouvernance des nouvelles commissions de services régionaux », sur Gouvernement du Nouveau-Brunswick (consulté le 9 novembre 2012).
32. ↑  « Services obligatoires », sur Gouvernement du Nouveau-Brunswick (consulté le 9 novembre 2012).
33. ↑  « Liste des municipalités membres »(Archive.org • Wikiwix • Archive.is • Google • Que faire ?), sur Association francophone des municipalités du Nouveau-Brunswick (consulté le 17 novembre 2011).
34. ↑  
 Canada, Nouveau-Brunswick. « Loi sur les langues officielles », art. 35, 36, 37, 38 [lire en ligne (page consultée le 15 mars 2011)].
35. ↑  CJSE 89.5, « Rogersville évalué », CapAcadie.com,‎ 19 juillet 2011 (lire en ligne)
36. ↑  « Une relique rare et précieuse repose depuis 46 ans à Rogersville », L'Évangéline,‎ 15 septembre 1980, p. 6 (lire en ligne)

### Ouvrages spécialisés
- Cinquantième anniversaire de la Caisse populaire de Rogersville Ltée : 1939 à 1989, Rogersville, 1989
- Paroisse St-François de Sales : 1888-1988, Rogersville, N. B., Rogersville, 1988
- (en) Robert Pichette, The Cistercian Monks in Rogersville New Brunswick : 1902-2002, Moncton, Our Lady of Calvary Cistercian Abbey, 2002

### Ouvrages généraux
- (en) William F. Ganong, A Monograph of the Origins of the Settlements in New Brunswick, Ottawa, J. Hope, 1904, 185 p.
- (en) Alan Rayburn, Geographical Names of New Brunswick, Ottawa, Énergie, Mines et Ressources Canada, 1975